# 張龍妹
張龍妹（1964年—），中国浙江宁波人。北京第二外国语学院本科毕业，日本東京大學博士，現任北京外國語大學日本語教授。

## 著作
主編《日本古典文學入門》、《世界語境中的源氏物語》等書，譯有《男人和女人的故事》（研究《源氏物語》和《今昔物語集》的日本專書）、《青春論》、《日本中學生獲獎作文選》等書。參與《日本古典文學賞析》、《日本古典文學大辭典》的編寫。校訂北京編譯社《今昔物語集》本朝部漢譯本，曾公開批評2006年先問世的周作人校訂版，引起傳媒報導。